# G.P. SBS-Miasino-Mottarone 2004
Il G.P. SBS-Miasino-Mottarone 2004, terza edizione della corsa, venne disputata il 2 giugno 2004, per un percorso di 14,5 km. Venne vinta dall'italiano Gilberto Simoni, che terminò in 39'33".

## Classifica (Top 10)
| Pos. | Corridore         | Squadra        | Tempo   |
| ---- | ----------------- | -------------- | ------- |
| 1    | Gilberto Simoni   | Saeco          | 39'33"  |
| 2    | Damiano Cunego    | Lampre         | a 2"    |
| 3    | Dario Andriotto   | Vini Caldirola | a 5"    |
| 4    | Andrea Noè        | Alessio        | a 6"    |
| 5    | Massimo Codol     | Fassa Bortolo  | a 38"   |
| 6    | Ivan Basso        | Team CSC       | a 49"   |
| 7    | Gianluca Sironi   | Vini Caldirola | a 53"   |
| 8    | Franco Pellizotti | Alessio        | a 1'33" |
| 9    | Stefano Boggia    | ICET           | s.t.    |
| 10   | Eddy Mazzoleni    | Saeco          | a 1'48" |